# Trần Huy Tuấn
Trần Huy Tuấn (sinh ngày 28 tháng 8 năm 1974), người Tày, là chính trị gia nước Cộng hòa xã hội chủ nghĩa Việt Nam. Ông hiện là Phó Bí thư Tỉnh ủy Lào Cai, Chủ tịch Ủy ban nhân dân tỉnh Lào Cai.
Ông từng là Bí thư Tỉnh ủy Yên Bái. Ông nguyên là Bí thư Ban Cán sự Đảng, Chủ tịch Ủy ban nhân dân tỉnh Yên Bái và kiêm nhiệm các vị trí lãnh đạo hành pháp tỉnh Yên Bái , Trưởng ban Tổ chức Tỉnh ủy Yên Bái; Bí thư Huyện ủy, Chủ tịch Hội đồng nhân dân huyện Văn Yên; Ủy viên Ban Cán sự Đảng, Chánh Văn phòng Ủy ban nhân dân tỉnh Yên Bái.
Trần Huy Tuấn là Đảng viên Đảng Cộng sản Việt Nam, học vị Kỹ sư Thủy lợi, Thạc sĩ Kinh tế, Cao cấp lý luận chính trị. Trong sự nghiệp của mình, ông có 25 năm công tác ở địa phương là quê nhà Yên Bái.

## Xuất thân và giáo dục
Trần Huy Tuấn sinh sinh ngày 28 tháng 8 năm 1974 tại xã Mậu A, huyện Văn Yên, tỉnh Yên Bái, Việt Nam Dân chủ Cộng hòa; quê quán tại xã Hoàng Thắng, huyện Văn Yên. Ông lớn lên và theo học phổ thông tại quê nhà, tốt nghiệp 12/12. Năm 1992, ông tới thủ đô Hà Nội, theo học khóa 33NH, Khoa Kỹ thuật tài nguyên nước tại Trường Đại học Thủy lợi, tốt nghiệp Kỹ sư Thủy lợi vào năm 1997. Sau đó, ông tiếp tục theo học cao học và nhận bằng Thạc sĩ Kinh tế chuyên ngành Kinh tế tài nguyên thiên nhiên và môi trường.
Ngày 26 tháng 11 năm 2002, ông được kết nạp Đảng Cộng sản Việt Nam, trở thành đảng viên chính thức vào ngày 26 tháng 11 năm 2003. Trong quá trình hoạt động Đảng và Nhà nước, ông theo học các khóa tại Học viện Chính trị Quốc gia Hồ Chí Minh, nhận bằng Cao cấp lý luận chính trị. Hiện nay, ông thường trú tại Tổ 10, phường Đồng Tâm, thành phố Yên Bái, tỉnh Yên Bái.

## Sự nghiệp

### Các giai đoạn
Tháng 5 năm 1997, sau khi tốt nghiệp Đại học Thủy lợi, Trần Huy Tuấn trở về quê nhà Yên Bái, bắt đầu sự nghiệp của mình với vị trí Chuyên viên Phòng Kế hoạch kỹ thuật, Chi cục Thủy lợi tỉnh Yên Bái. Tháng 8 năm 2000, ông được điều sang làm Chuyên viên Phòng Kế hoạch kỹ thuật, Ban Quản lý công trình thủy lợi Yên Bái. Đến tháng 1 năm 2004, ông là Trưởng phòng Kế hoạch kỹ thuật, Ban Quản lý dự án đầu tư và xây dựng công trình thủy lợi Yên Bái. Vào tháng 3 năm 2005, ông được thăng chức làm Phó Trưởng ban Quản lý dự án đầu tư và xây dựng công trình thủy lợi Yên Bái, rồi trở thành Trưởng ban Quản lý dự án đầu tư và xây dựng công trình thủy lợi Yên Bái từ tháng 10 năm 2005.
Tháng 4 năm 2010, Trần Huy Tuấn được bầu làm Ủy viên Ban Chấp hành Đảng bộ Khối các cơ quan tỉnh Yên Khái khóa VII, Phó Bí thư Đảng bộ, được bổ nhiệm làm Phó Giám đốc Sở Nông nghiệp và Phát triển nông thôn tỉnh Yên Bái. Đến tháng 8 năm 2011, ông được điều sang làm Phó Bí thư Đảng bộ, Phó Chánh văn phòng Ủy ban nhân dân tỉnh Yên Bái rồi trở thành Chánh Văn phòng Ủy ban nhân dân tỉnh Yên Bái vào tháng 12 cùng năm. Bên cạnh đó, ông cũng là Bí thư Đảng bộ Văn phòng Ủy ban nhân dân tỉnh Yên Bái từ tháng 5 đến tháng 9 năm 2015.
Ngày 15 tháng 9 năm 2015, ông được điều chuyển về huyện Văn Yên, nhậm chức Bí thư Huyện ủy huyện Văn Yên khóa XV. Tháng 10 năm 2015, tại Đại hội Đảng bộ tỉnh Yên Bái lần thứ XVIII, nhiệm kỳ 2015 – 2020, ông được bầu làm Ủy viên Ban Chấp hành Đảng bộ tỉnh khóa XVIII, rồi tiếp tục là Bí thư Huyện ủy Văn Yên khóa XV, kiêm nhiệm Chủ tịch Hội đồng nhân dân huyện Văn Yên khóa XVII từ tháng 6 năm 2016, đại biểu Hội đồng nhân dân tỉnh khóa XVIII, nhiệm kỳ 2016 – 2021. Ngày 1 tháng 10 năm 2019, trong kỳ họp Ban Chấp hành Tỉnh ủy, ông được bầu bổ sung làm Ủy viên Ban Thường vụ Tỉnh ủy, Trưởng ban Tổ chức Tỉnh ủy Yên Bái.

### Chủ tịch UBND tỉnh Yên Bái
Tháng 9 năm 2020, tại Đại hội đại biểu Đảng bộ tỉnh Yên Bái lần thứ XIX, nhiệm kỳ 2020 – 2025, Trần Huy Tuấn được bầu tái cử Ban Chấp hành Đảng bộ tỉnh. Tại Hội nghị lần thứ nhất Ban Chấp hành Đảng bộ tỉnh khóa XIX, ông được bầu vào Ban Thường vụ Tỉnh ủy, giữ chức Phó Bí thư Tỉnh ủy khóa XIX. Ngày 2 tháng 10 năm 2020, tại kỳ họp thứ 18 chuyên đề của Hội đồng nhân dân tỉnh khóa XVIII, tiến hành kiện toàn cơ cấu tổ chức tỉnh, đồng ý miễn nhiệm Đỗ Đức Duy, bầu Trần Huy Tuấn giữ chức Chủ tịch Ủy ban nhân dân tỉnh. Ngày 9 tháng 10 năm 2020, Thủ tướng Chính phủ Nguyễn Xuân Phúc đã phê chuẩn chức vụ được bầu của ông.
Ngày 9 tháng 12 năm 2024, Hội đồng nhân dân tỉnh Yên Bái khóa 19, nhiệm kỳ 2021-2026 tổ chức Kỳ họp thứ 21 (kỳ họp cuối năm) để xem xét, quyết định các nội dung thuộc thẩm quyền theo luật định. Hội đồng nhân dân tỉnh Yên Bái đã thực hiện quy trình miễn nhiệm chức danh Chủ tịch Ủy ban nhân dân tỉnh khóa 19, nhiệm kỳ 2021-2026 đối với Trần Huy Tuấn, do được phân công giữ chức Bí thư Tỉnh ủy.

### Bí thư Tỉnh ủy Yên Bái
Ngày 6 tháng 11 năm 2024, Tỉnh ủy Yên Bái tổ chức Hội nghị Ban Thường vụ Tỉnh ủy, Ban Chấp hành Đảng bộ tỉnh để thực hiện công tác bầu cử nhân sự giữ chức Bí thư Tỉnh ủy nhiệm kỳ 2020 – 2025 đối với cán bộ được Bộ Chính trị giới thiệu. Trên cơ sở kết quả thực hiện các quy trình về công tác cán bộ theo đúng các quy định, hướng dẫn của Trung ương, căn cứ đề nghị của Ban Thường vụ Tỉnh ủy Yên Bái; Bộ Chính trị đồng ý giới thiệu Trần Huy Tuấn - Phó Bí thư Tỉnh uỷ, Chủ tịch UBND tỉnh Yên Bái để Ban Chấp hành Đảng bộ tỉnh bầu giữ chức vụ Bí thư Tỉnh ủy Yên Bái, nhiệm kỳ 2020 - 2025.
Ngày 14 tháng 11 năm 2024, tại thành phố Yên Bái, Trưởng Ban Tổ chức Trung ương Lê Minh Hưng đã trao Quyết định số 1658 ngày 8/11/2024 của Bộ Chính trị chuẩn y giữ chức Bí thư Tỉnh ủy Yên Bái nhiệm kỳ 2020-2025 đối với Trần Huy Tuấn – Phó Bí thư Tỉnh ủy, Chủ tịch UBND tỉnh Yên Bái.

### Tỉnh Lào Cai
Ngày 30.6, Tỉnh ủy, HĐND, UBND, Ủy ban MTTQ Việt Nam tỉnh Lào Cai mới trọng thể tổ chức Lễ công bố Nghị quyết của Quốc hội, Ủy ban Thường vụ Quốc hội về thành lập tỉnh Lào Cai mới trên cơ sở hợp nhất 2 tỉnh Yên Bái, Lào Cai; thành lập các xã, phường thuộc tỉnh Lào Cai mới; các quyết định của Trung ương, Bộ Chính trị, Ủy ban Thường vụ Quốc hội, Thủ tướng Chính phủ, Ban Thường trực Ủy ban Trung ương MTTQ Việt Nam và của 2 tỉnh Lào Cai, Yên Bái về thành lập Đảng bộ tỉnh, Đảng bộ các xã, phường và chỉ định nhân sự lãnh đạo cấp tỉnh, cấp xã của tỉnh Lào Cai mới. Theo đó, Thủ tướng Chính phủ chỉ định ông Trần Huy Tuấn - Phó Bí thư Tỉnh ủy Lào Cai (mới) giữ chức vụ Chủ tịch UBND tỉnh Lào Cai, nhiệm kỳ 2021-2026.

## Khen thưởng
Trong sự nghiệp, Trần Huy Tuấn được trao một số giải thưởng như:
- Bằng khen của Thủ tướng Chính phủ Nguyễn Tấn Dũng;